# Petroc
Petroc (o Petrock, Pedrog in gallese o Petrocus in latino) (... – Padstow, 564) è stato un principe gallese, venerato come santo dalla Chiesa cattolica e dalla Chiesa anglicana.

## Biografia
Originario del Galles, operò principalmente tra i Britanni della Dumnonia, il che includeva le moderne contee di Devon (Dewnans), Cornovaglia (Kernow), parti di Somerset (Gwlas an Hav) e Dorset. Alla fine del X secolo divenne un santo popolare in Bretagna.

## Culto
Nell'iconografia, Petroc è in genere rappresentato con un bastone.
Il suo giorno è il 4 giugno.
Il suo tempio principale è nell'eponima chiesa di Bodmin.
Nel 1177, un bretone rubò le sue reliquie da Bodmin e le portò in Bretagna nell'abbazia di San Meen di Saint-Méen-le-Grand. Il re Enrico II d'Inghilterra le riportò al proprio posto e, nonostante l'abolizione delle reliquie durante lo Scisma anglicano, il reliquario in avorio è ancora esposto nella chiesa.
Con san Pirano (Perran) e san Michele, è santo patrono della Cornovaglia.
Thomas Fuller lo descrisse come «capitano dei santi cornovagliesi».
La bandiera della contea inglese di Devon è nota come bandiera di San Petroc.